# Centro Nórdico de Planica

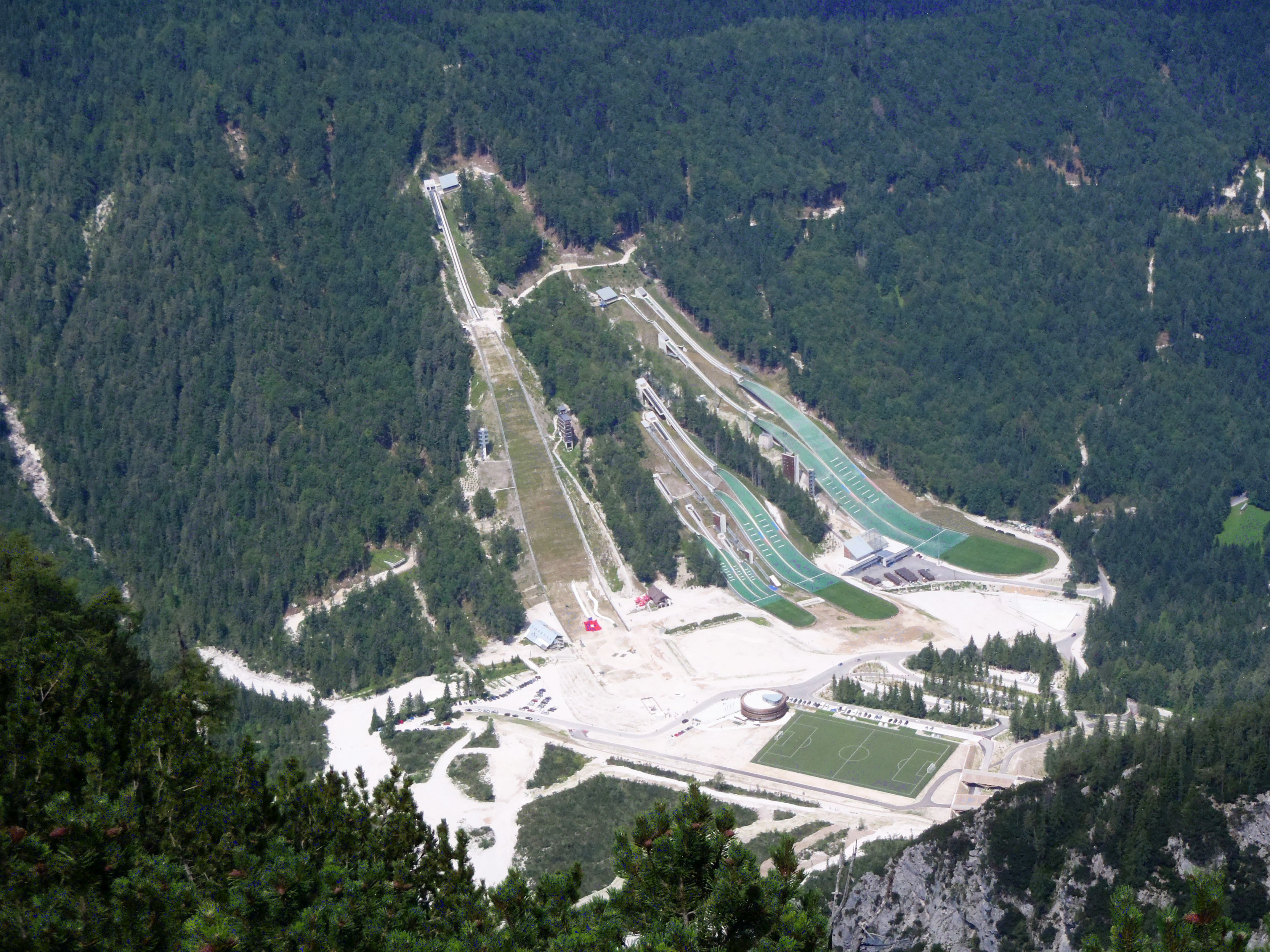
El complejo en 2016

El Centro Nórdico de Planica (en esloveno: Nordijski center Planica) es un complejo de esquí nórdico ubicado en Planica, Eslovenia. El complejo se inauguró oficialmente en diciembre de 2015.
Es el único centro nórdico del mundo con 8 pistas de salto de esquí. En el complejo hay una colina de esquí, una colina grande, una colina normal y 5 colinas más pequeñas para jóvenes saltadores de esquí y niños. En la colina grande se encuentra la tirolesa más empinada del mundo.
También tiene una pista de esquí de fondo, un campo de fútbol de césped artificial (convertido en estadio de esquí de fondo para eventos de esquí) y un museo dedicado al esquí esloveno, entre otras atracciones.
El complejo albergó el campeonato Mundial de Esquí Nórdico de 2023 y una parada de la Red Bull 400, una carrera donde los competidores deben superar una distancia de 400 metros hasta la cima de la colina grande, la cual es catalogada como la carrera más empinada del mundo.